# 이다말
이다말(Ithamar, 히브리어: אִיתָר, 현대: ʾĪtamar, 티베리아어: ʾĪṯāmār, "야자수 섬")은 토라에서 대제사장 아론의 넷째(그리고 막내) 아들이었다. 성막을 건축한 후, 그는 건축된 성막과 그 내용물이 하나님께서 시나이산에서 모세에게 주신 이상과 일치하는지 확인하기 위해 재고를 기록하는 책임을 맡았다.

## 후손
사마리아인 자료에 따르면 이다말(엘리)의 아들들과 비느하스의 아들들(대제사장 아론의 아들 엘르아살의 아들) 사이에 내전이 일어났고, 그 결과 엘리를 따르는 자들과 그리심산 베델의 대제사장 우지벤부키(Uzzi ben Bukki)를 따르던 자들로 나뉘게 되었다. 마찬가지로 사마리아 자료에 따르면 피네아스 자손의 대제사장 계열은 1624년에 이다말 자손에게 신권이 옮겨졌을 때 112대 대제사장 슬로먀 벤 핀하스(Shlomyah ben Pinhas)가 사망하면서 사라졌다.

## 매장지
이다말의 매장지는 성서에 나오는 비느하스 언덕과 관련이 있으며, 현재 서안 지구의 사마리아 지역에 있는 아와르타 마을의 위치와 관련이 있다고 여겨진다. 불확실한 안보 상황으로 인해 이스라엘 방위군은 유대인의 방문을 히브리력으로 5쉐바트에 가까운 연간 하룻밤(1월 또는 2월경)으로 제한한다.

## 같이 보기
- 레위인